# Alfréd Schaffer
Pour les articles homonymes, voir Schaffer.
Alfréd Schaffer, né le 13 février 1893 à Budapest et mort le 30 août 1945, était un footballeur hongrois.

## Biographie
Surnommé Spezi, cet attaquant évolua pour 21 clubs différents (record du genre) entre 1910 et 1925 et remporta des titres dans trois pays différents : Hongrie, Allemagne et Autriche. Il fut ainsi champion de Hongrie en 1917, 1918 et 1919 avec le MTK Budapest, champion d'Allemagne en 1920 et 1921 avec Nuremberg et champion d'Autriche en 1924 avec l'Austria Vienne. Il fut le meilleur buteur du championnat de Hongrie en 1915, 1918 (46 buts) et 1919 (41 buts).
Il joua en Hongrie pour Tussen 1908, Tipografia SK, Lipotvaros TC, Ferencváros TC, Budapest TC, KAOE, Fovarosi TC, FSK, Terecvaros TC, Tatabanya SK, Budapest AC, MTK Budapest, en Allemagne pour le FC Nuremberg, Wacker München, Hambourg et le Bayern Munich, en Suisse pour le FC Bâle, en Tchécoslovaquie pour AC Sparta Prague, en Autriche pour Vienne AS et l'Austria Vienne, et aux États-Unis pour New York.
Il fut sélectionné 15 fois en équipe de Hongrie et marqua 17 buts.
Sa carrière de joueur achevé, il devient entraîneur et dirige successivement les Allemands du DSV München, du Wacker München, du BSV 1892 Berlin, du Wacker München, de l'Eintracht Francfort, du FC Nuremberg et les Hongrois du FC Hungaria. 
Il devient ensuite sélectionneur de l'équipe de Hongrie qu'il mène en finale de Coupe du monde en 1938, puis entraîna le Rapid Bucarest (1939-1940) et l'AS Rome équipe avec laquelle il remporte le titre de champion d'Italie en 1942.